# Arthrochilus prolixus
Arthrochilus prolixus är en orkidéart som beskrevs av David Lloyd Jones. Arthrochilus prolixus ingår i släktet Arthrochilus och familjen orkidéer. Inga underarter finns listade i Catalogue of Life.